# Movimiento separatista asamés
El movimiento separatista asamés es parte del nacionalismo asamés. La presunta negligencia y la explotación económica por parte del Estado de la India son las principales razones que explican el crecimiento de este movimiento secesionista. Las dos partes - el FULA y el estado indio no están dispuestas a ceder en la soberanía y la gente común de Assam ha estado pagando el precio por ello.
El Frente Unido de Liberación de Assam tiene por objeto establecer un Assam soberano a través de una lucha armada en el conflicto de Assam. El Gobierno de India había prohibido la organización en 1990 y se clasifica como un grupo terrorista, mientras que el Departamento de Estado de los Estados Unidos lo enumera bajo "Otros grupos de interés".
El FULA dice haber sido fundado en el lugar de Rang Ghar el 7 de abril de 1979, una estructura histórica de la reino de Ahom. Las operaciones militares en su contra por parte del ejército de la India, que comenzaron en 1990 continúan hasta hoy. En las últimas dos décadas, unas 30.000 personas han muerto en el enfrentamiento entre los rebeldes y el gobierno.
Aunque el nacionalismo asamés es un sentimiento fuerte y popular, se disputa si el movimiento secesionista gozará del apoyo popular por más tiempo. Por otro lado, un fuerte nacionalismo asamés puede encontrarse en la literatura y la cultura asamesas. El abandono y la explotación por parte del Estado indio son eslóganes comunes en los medios de comunicación en idioma asamés. Hay casos en los que incluso los líderes del FULA son vistos como salvadores.
La internacionalmente aclamada novelista asamesa Indira Goswami ha estado tratando de negociar la paz desde hace varios años entre los rebeldes y el gobierno. En un desarrollo reciente Hiren Gohain, un intelectual público ha intervenido para acelerar el proceso.